# Communauté de communes Tarn et Dadou
La communauté de communes Tarn & Dadou est une ancienne communauté de communes située dans le Tarn qui regroupait 29 communes.

## Histoire
La communauté de communes Tarn & Dadou est née de la volonté de 19 communes en 1992 de se regrouper pour porter un projet commun de développement économique et d'aménagement du territoire autour de l'axe autoroutier Toulouse-Albi l'A68.
Dans le cadre du schéma départemental de coopération intercommunale, Tarn & Dadou fusionne le 1er janvier 2017 avec la communauté de communes Vère-Grésigne - Pays Salvagnacois et la communauté de communes du Pays rabastinois pour former la communauté d'agglomération Gaillac Graulhet Agglo.

## Géographie

### Communes adhérentes
Elle était composée des communes suivantes :
| Nom                | Code Insee | Gentilé         | Superficie (km2) | Population (dernière pop. légale) | Densité (hab./km2) |
| ------------------ | ---------- | --------------- | ---------------- | --------------------------------- | ------------------ |
| Técou (siège)      | 81294      | Técounais       | 19,40            | 968 (2014)                        | 50                 |
| Aussac             | 81020      | Aussacois       | 6,06             | 266 (2014)                        | 44                 |
| Bernac             | 81029      | Bernacois       | 5,54             | 185 (2014)                        | 33                 |
| Brens              | 81038      | Brensols        | 22,79            | 2 256 (2014)                      | 99                 |
| Briatexte          | 81039      | Briatextois     | 15,00            | 2 020 (2014)                      | 135                |
| Broze              | 81041      | Brozois         | 4,02             | 111 (2014)                        | 28                 |
| Busque             | 81043      | Busquois        | 8,38             | 758 (2014)                        | 90                 |
| Cadalen            | 81046      | Cadalénois      | 40,41            | 1 503 (2014)                      | 37                 |
| Castanet           | 81061      | Castanetois     | 7,21             | 196 (2014)                        | 27                 |
| Cestayrols         | 81067      | Cestayrolais    | 17,03            | 472 (2014)                        | 28                 |
| Fayssac            | 81087      | Fayssacois      | 7,62             | 338 (2014)                        | 44                 |
| Fénols             | 81090      | Fénolais        | 6,00             | 230 (2014)                        | 38                 |
| Florentin          | 81093      | Florentinois    | 12,62            | 664 (2014)                        | 53                 |
| Gaillac            | 81099      | Gaillacois      | 50,93            | 15 077 (2014)                     | 296                |
| Graulhet           | 81105      | Graulhetois     | 56,75            | 12 063 (2014)                     | 213                |
| Labastide-de-Lévis | 81112      | Bastidois       | 14,29            | 935 (2014)                        | 65                 |
| Labessière-Candeil | 81117      | Labesserins     | 21,98            | 727 (2014)                        | 33                 |
| Lagrave            | 81131      | Lagravois       | 9,46             | 2 075 (2014)                      | 219                |
| Lasgraisses        | 81138      | Lasgraïssois    | 12,22            | 494 (2014)                        | 40                 |
| Lisle-sur-Tarn     | 81145      | Lislois         | 86,56            | 4 514 (2014)                      | 52                 |
| Missècle           | 81169      | Misseclois      | 5,77             | 93 (2014)                         | 16                 |
| Montans            | 81171      | Montanais       | 32,43            | 1 378 (2014)                      | 42                 |
| Moulayrès          | 81187      | Moulayrésois    | 8,85             | 175 (2014)                        | 20                 |
| Parisot            | 81202      | Parisotains     | 28,99            | 957 (2014)                        | 33                 |
| Peyrole            | 81208      | Peyrolais       | 20,59            | 534 (2014)                        | 26                 |
| Puybegon           | 81215      | Puybegonnais    | 19,01            | 654 (2014)                        | 34                 |
| Rivières           | 81225      | Riviérois       | 9,57             | 1 001 (2014)                      | 105                |
| Saint-Gauzens      | 81248      | Saint-Gauzinois | 18,42            | 836 (2014)                        | 45                 |
| Senouillac         | 81283      | Sénouillacois   | 15,01            | 1 087 (2014)                      | 72                 |

## Démographie
| 2011   | 2012   | 2013   |
| ------ | ------ | ------ |
| 50 508 | 50 644 | 51 326 |

## Administration et fonctionnement

### Le siège
Tarn & Dadou regroupait 200 collaborateurs répartis sur l'ensemble du territoire, et au centre de ressources à Técou. En bordure de la route départementale RD 964, reliant Gaillac à Graulhet, la position du centre de ressources est stratégique, située entre les pôles économiques de la communauté de communes.

### Présidence
| Période | Période | Identité         | Étiquette | Qualité                         |
| ------- | ------- | ---------------- | --------- | ------------------------------- |
| 1992    | 2001    | Michelle Vasseur |           | Maire de Puybegon (1977 → 1999) |
| 2001    | 2008    | Max Moulis       | DVG       | Maire de Lagrave (1991 → )      |
| 2008    | 2016    | Pascal Néel      | DVG       | Maire de Parisot (2001 → )      |

## Les compétences de Tarn & Dadou

### Culture

#### Médiathèque intercommunale
La médiathèque intercommunale est née de la volonté des élus de la Communauté de Communes de Tarn & Dadou  de développer un véritable réseau de lecture publique. 
Sept médiathèques composent ce réseau. Les médiathèques de Gaillac, Graulhet, Brens, Briatexte, Lagrave, Lisle sur Tarn et  Parisot-Peyrole. Le site media.ted.fr a aussi été créé, afin que chaque habitant puisse s'abonner, réserver, emprunter des ouvrages avec la plus grande facilité. 

##### Services
Les services proposés sont multiples et ciblent l'ensemble des publics, de la petite enfance aux séniors.  
- Prêt (livres, livres enregistrés, bandes dessinées, presse,CD, DVD)
- Consultation sur place
- Portage de livres à domicile
- Animations
- Actions hors les murs
- Postes multimédia
- Site Internet

#### Archéosite
Espace muséographique située sur la commune de Montans.